# Binapacryl
Binapacryl ist eine chemische Verbindung aus der Gruppe der Dinitrophenole.

## Gewinnung und Darstellung
Binapacryl kann durch Veresterung von Dinoseb mit 3-Methylcrotonoylchlorid gewonnen werden.

## Eigenschaften
Binapacryl ist ein brennbarer, gelber bis brauner Feststoff mit charakteristischem Geruch, der praktisch unlöslich in Wasser ist. Er zersetzt sich bei Erhitzung. Die Verbindung ist stabil unter normalen Umgebungsbedingungen, aber zersetzt sich langsam bei Einwirkung von UV-Licht.

## Verwendung
Binapacryl wird als Fungizid, Insektizid und Akarizid verwendet.

## Zulassung
In der Europäischen Union ist Binapacryl nicht nur nicht zugelassen, sondern verboten. In Deutschland, Österreich und der Schweiz sind keine Pflanzenschutzmittel mit diesem Wirkstoff zugelassen.